# Sopwith Schneider
Il Sopwith Schneider era un idrovolante biplano a scarponi prodotto dall'azienda britannica Sopwith Aviation Company negli anni dieci del XX secolo.
Derivato dal Tabloid a carrello fisso, venne inizialmente sviluppato per concorrere alla Coppa Schneider del 1914 che vinse pilotato da Howard Pixton. Il successo e l'inizio della prima guerra mondiale convinsero l'avvio della produzione in serie e l'utilizzo del velivolo a scopo bellico.

## Tecnica
Il Sopwith Schneider riproponeva l'impostazione generale del modello da cui derivava, conservando l'aspetto convenzionale dei modelli di idrovolante a scarponi del periodo, biplano, monomotore in configurazione traente, monoposto con due galleggianti al posto del carrello d'atterraggio fisso.
La fusoliera era a sezione rettangolare che si rastremava verso coda, dotata di una leggera pinna dorsale, realizzata con struttura il legno e ricoperta da tela trattata tranne che nella parte anteriore attorno al propulsore, e caratterizzata dal singolo abitacolo aperto destinato al pilota posizionato tra le ali. Posteriormente terminava in un impennaggio classico monoderiva dotato di un unico piano orizzontale avanzato posizionato sul dorso della fusoliera abbinato ai due equilibratori mobili.
La configurazione alare era biplana, con ala superiore, montata alta a parasole e collegata alla fusoliera tramite quattro montantini verticali, ed inferiore, montata bassa, di ugual misura, quest'ultima leggermente spostata verso coda, collegate tra loro da una coppia di montanti per lato ed integrate da tiranti in cavetto d'acciaio.
I dispositivi di galleggiamento si basavano su una coppia di galleggianti fissi montati all'apice di una struttura tubolare al di sotto della fusoliera, simile a quella adottata dal Tabloid, integrati posteriormente da un terzo galleggiante, quest'ultimo nei modelli di serie collegato ventralmente tramite una struttura tubolare.
La propulsione era affidata ad un motore Gnome Monosoupape 9, un rotativo nove cilindri posti su un'unica fila, raffreddato ad aria, capace di erogare una potenza pari a 100 CV (75 kW), posizionato all'apice anteriore della fusoliera racchiuso anteriormente da una struttura metallica con funzioni aerodinamiche ed abbinato ad un'elica bipala in legno a passo fisso.
Benché inizialmente disarmato alcuni esemplari adottarono come armamento offensivo una singola mitragliatrice Lewis calibro .30 in (7,7 mm).

## Impiego operativo
La versione monoposto del Tabloid/Schneider, venne valutata da Royal Flying Corps e Royal Naval Air Service (RNAS), quindi 36 esemplari entrarono in servizio. Entrambi vennero impiegati in Francia dall'inizio della prima guerra mondiale, utilizzati come fast scout, ovvero ricognitori veloci disarmati. Alcuni esemplari dello Schneider vennero equipaggiati con una singola mitragliatrice Lewis calibro .30 in (7,7 mm) collocata in caccia sopra l'ala superiore. Un modello venne equipaggiato con appositi deflettori applicati alle pale dell'elica per consentire il montaggio della Lewis davanti al posto di pilotaggio.
Un singolo esemplare venne inoltre testato in Giappone dalla Marina imperiale giapponese nell'ambito della costituzione e rafforzamento della propria componente aerea, la Dai-Nippon Teikoku Kaigun Kōkū Hombu. Il velivolo, ridesignato Yokosuka Ha-go o "Idrovolante leggero per la Marina", non venne tuttavia ritenuto idoneo dalla commissione esaminatrice e le possibilità di ottenere l'acquisto di una licenza di produzione sfumarono.

## Versioni
1914 Schneider Racer
versione idrocorsa del Sopwith Tabloid.
Schneider
versione di serie dello Schneider Racer.

## Utilizzatori
Regno Unito
- Royal Naval Air Service

 Giappone
- Dai-Nippon Teikoku Kaigun Kōkū Hombu

### Periodici
- (EN) J.M. Bruce, The Sopwith Tabloid, Schneider and Baby: Historic Military Aircraft No.17, Part I, in Flight, 8 novembre 1957,  pp. 733-736. URL consultato il 21 ottobre 2014.
- (EN) J.M. Bruce, The Sopwith Tabloid, Schneider and Baby: Historic Military Aircraft No.17, Part II, in Flight, 15 novembre 1957,  pp. 765-766. URL consultato il 21 ottobre 2014.
- (EN) J.M. Bruce, The Sopwith Tabloid, Schneider and Baby: Historic Military Aircraft No.17, Part IV, in Flight, 29 novembre 1957,  pp. 845-848. URL consultato il 21 ottobre 2014.